# Johanna Konta
Johanna Konta, née le 17 mai 1991 à Sydney, est une joueuse de tennis britannique.
Professionnelle depuis 2008, elle a remporté quatre titres en simple sur le circuit WTA, dont le tournoi de Miami en 2017. Elle a également été demi-finaliste de l'Open d'Australie en 2016, de Wimbledon en 2017 et de Roland-Garros en 2019.
Elle a atteint le classement de quatrième joueuse mondiale en juillet 2017.
Fin 2021, elle annonce sa retraite sportive.

## Carrière

### Débuts
Native de Sydney en Australie, ses parents sont originaires de Hongrie, ce qui amène Johanna Konta à disposer de ces deux nationalités. Durant sa jeunesse, Konta quitte l'Australie pour l'Espagne et y intègre une académie de tennis. Sa famille s'installe ensuite au Royaume-Uni en 2005 et Konta est naturalisée britannique en 2012.
Konta s'entraîne avec les Espagnols Esteban Carril et Jose-Manuel Garcia. Elle dispose également d'un préparateur mental depuis octobre 2014. l'Espagnol Juan Coto.

### 2015 - Révélation et entrée dans le top 50

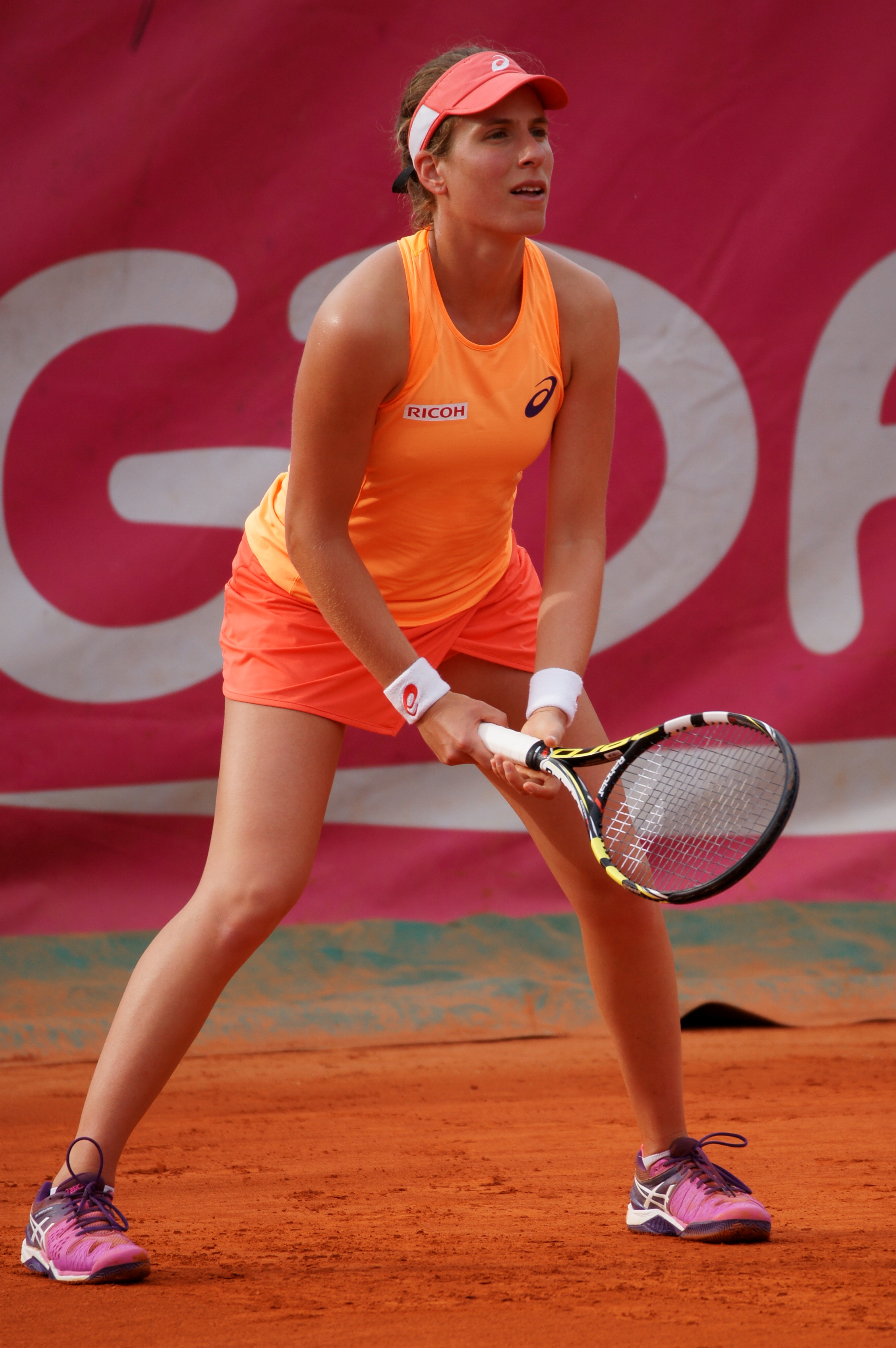
Johanna Konta au Tournoi de tennis de Cagnes-sur-Mer 2015.

Johanna Konta s'incline au premier tour des qualifications de l'Open d'Australie.
Son principal fait d'armes cette saison est un huitième de finale à l'US Open alors issue des qualifications. Elle y bat au second tour la 9e mondiale Garbiñe Muguruza, récente finaliste à Wimbledon (7-64, 64-7, 6-2), au terme d'un match de 3 heures et 23 minutes, soit le plus long match féminin de l'US Open depuis l'introduction du tie-break en 1970. Lors du troisième tour, elle affronte la 18e mondiale Andrea Petkovic qu'elle bat plus facilement (7-62, 6-3), se qualifiant ainsi pour son premier huitième de finale en Grand Chelem. Mais elle perd au tour suivant (5-7, 3-6) face à Petra Kvitová, 5e mondiale.
Sur la tournée asiatique à Wuhan, alors issue des qualifications, elle réussit à se qualifier pour la première fois en quart de finale dans la catégorie Premier 5. Au premier tour, elle bat à nouveau Andrea Petkovic, tête de série no 13 (6-4, 7-5), avant de bénéficier de l'abandon (6-4, 1-0 ab.) de Victoria Azarenka. Elle réalise un super match contre Simona Halep tête de série no 1 et 2e mondiale, en l'emportant 6-3, 3-6, 7-5, alors qu'elle était menée 1-5 dans l'ultime manche. Perdant seulement en quart (4-6, 6-3, 5-7) face à Venus Williams 24e mondiale (future lauréate), au terme d'un match époustouflant, où elle a même servi pour le gain du match à 5-3 dans l'ultime manche, elle confirme son excellente fin de saison.

### 2016 - Première demi-finale enGrand Chelemà Melbourne, première finalePremier Mandatoryet premier titre

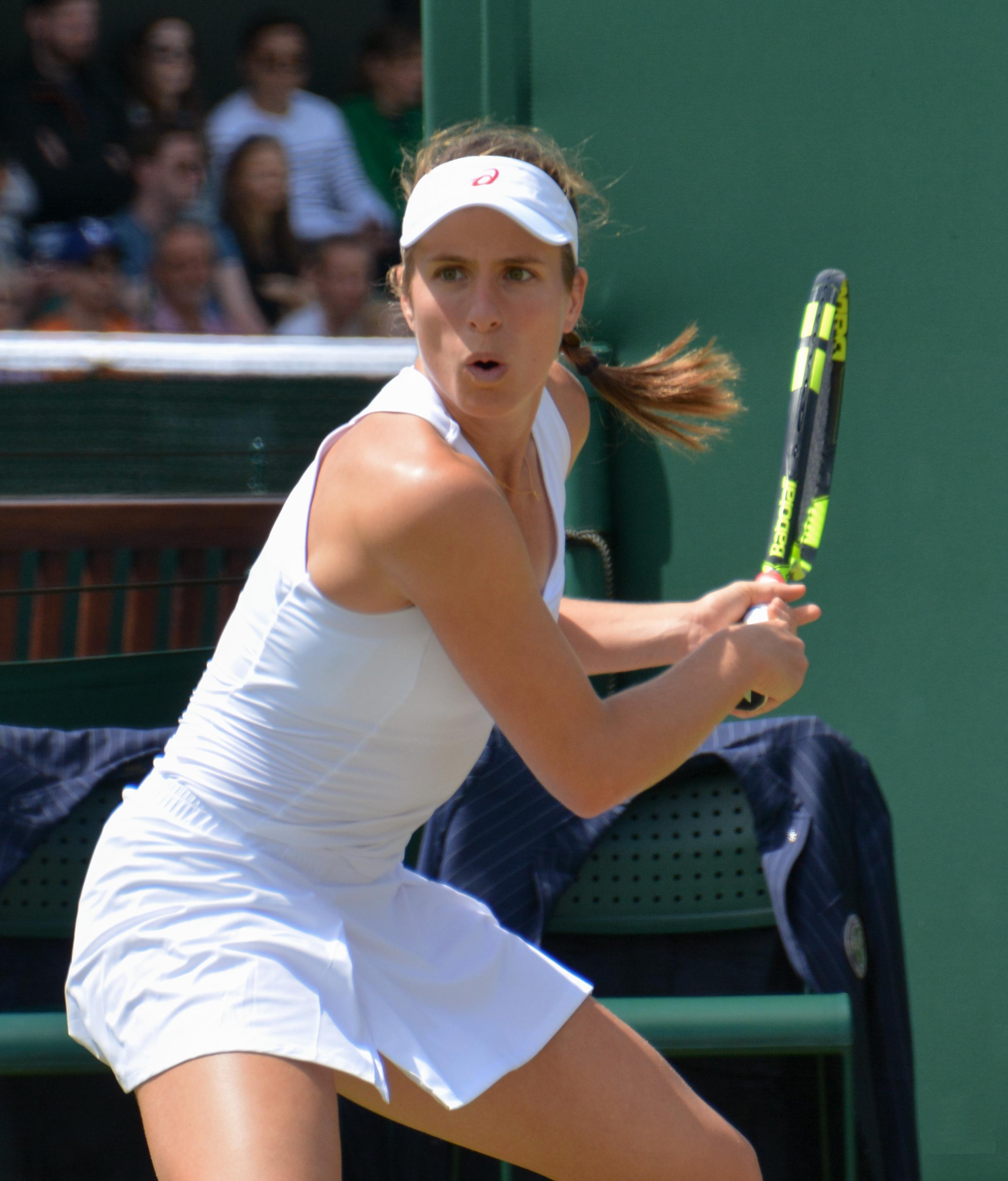
Johanna Konta à Wimbledon en 2016.

Lors du premier Grand Chelem à l'Open d'Australie, en tant que nouvelle membre du top 50 (47e mondiale), elle fait face dès le premier tour à Venus Williams 10e mondiale, qu'elle bat en deux manches (6-4, 6-2), puis au second tour elle gagne facilement face à Zheng Saisai (6-2, 6-3) et confirme son premier match. Elle bat Denisa Allertová au troisième tour (6-2, 6-2), pour se qualifier pour son deuxième huitième de finale d'affilée. À ce stade, elle affronte la Russe Ekaterina Makarova tête de série no 21 (demi-finaliste l'an passé), qu'elle bat (4-6, 6-4, 8-6) dans un match à suspense de plus de trois heures, où elle sauve une balle de match, et grâce à cette victoire elle devient la première joueuse britannique depuis 1984 à se qualifier en quarts de finale d'un Grand Chelem. Elle affronte au tour suivant la surprise du tournoi, la 133e mondiale et qualifiée Chinoise Zhang Shuai, qu'elle bat aisément 6-4, 6-1 en 1 h 23 (28 coups gagnants dont 7 aces et 22 fautes directes) et continuer sa marche en avant où elle devient la première Britannique depuis Jo Durie à l’US Open en 1983 à atteindre le dernier carré d’un Grand Chelem,. Cependant elle est stoppée dans sa route par l'Allemande Angelique Kerber en demi-finale (future lauréate), 5-7, 2-6, dans un match où elle a été trop tendue par l'enjeu, mais y retient « beaucoup de positif ».
À Miami elle atteint les quarts en ayant éprouvée beaucoup de mal contre la qualifiée Elena Vesnina au troisième tour en passant pas loin de la défaite, mais tombera contre Victoria Azarenka (4-6, 2-6), future lauréate.
La tournée sur herbe, elle réalise un bon tournoi à Eastbourne en arrivant en demi-finale, après avoir battu notamment Petra Kvitová (5-7, 6-4, 6-0) et Ekaterina Makarova (7-65, 6-4) en quart. Mais sera battue par Karolína Plíšková en trois manches.
En juillet elle décroche son premier titre WTA au tournoi Premier de Stanford en battant Venus Williams 7e mondiale en finale au bout de 2 h 20 de match (7-5, 5-7, 6-2),, et après avoir battu la 12e mondiale Dominika Cibulková, facilement (6-4, 6-2) en demi-finale. À Montréal, elle atteint sans trop de problème les quarts de finale en ne battant que des Américaines sans perdre de set, mais perdra contre la qualifiée Kristína Kučová, (4-6, 3-6), la révélation du tournoi. Elle atteint la 13e place au classement WTA au 1er août.
Pour ses premiers Jeux olympiques, elle bat Caroline Garcia au deuxième tour facilement en deux sets, puis la 10e mondiale Svetlana Kuznetsova, (3-6, 7-5, 7-5) qu'elle bat au bout du suspense, avant de caler sèchement en quart de finale contre la no 2 mondiale Angelique Kerber. Comme l'année passé, à l'US Open, elle se qualifie jusqu'en huitième, avant de perdre contre la surprise du tournoi Anastasija Sevastova en deux sets, et où elle a été victime d'un malaise au deuxième tour contre Tsvetana Pironkova.
Pour la tournée asiatique, elle participe à Wuhan se qualifiant pour les quarts de finale, après avoir battu la 8e mondiale, Carla Suárez Navarro (7-5, 7-66) mais perd contre la Tchèque Petra Kvitová, future lauréate et intouchable de toute la semaine. Puis à Pékin, elle bat notamment la 6e mondiale Karolína Plíšková, (6-1, 3-6, 7-62), Zhang Shuai (6-0, 6-4) en quart et la 9e mondiale, Madison Keys dans un match à suspense de 2 h 35 de jeu (7-61, 4-6, 6-4) pour se qualifier pour sa première finale de cette catégorie. Grâce à cette finale, elle est assurée de faire son entrée dans le Top 10 du classement WTA, une première pour une Britannique depuis 1984 et Jo Durie. Sans grande expérience à ce niveau, elle perd contre la no 3 mondiale, Agnieszka Radwańska (4-6, 2-6) en 1 h 35.
Manquant de peu de participer au Masters de Singapour en tant que participante, elle joue en tant que tête de série no 1 la semaine suivante, au Masters bis de Zhuhai. Elle gagne ses deux matchs facilement en deux sets contre Samantha Stosur et Caroline Garcia en poule.
Konta annonce en fin d'année quitter son entraîneur Esteban Carril.

### 2017 - Première victoire enPremier Mandatoryà Miami, demi-finaliste à Wimbledon mais blessures
En janvier, Johanna Konta remporte le tournoi de Sydney. Dominant successivement Daria Gavrilova (6-1, 6-3), Daria Kasatkina (6-3, 7-5) puis en demie la Canadienne Eugenie Bouchard (6-2, 6-2), elle bat en finale en 1 h 22 (6-4, 6-2) la 3e mondiale Agnieszka Radwańska ce qui lui permet d'améliorer son classement avec une neuvième place mondiale. Défendant ses points de sa demie de l'an dernier à l'Open d'Australie, avec son titre et la confiance accumulée elle passe tranquillement ses deux premiers tours, où elle affronte Caroline Wozniacki ancienne no 1 mondiale, qu'elle domine (6-3, 6-1) en 1 h 15 avec beaucoup de puissance et de confiance. En huitième, elle domine également comme l'année dernière (mais plus facilement), la Russe Ekaterina Makarova tête de série numéro 30, (6-1, 6-4) pour rallier les quarts de finale et confirmer sa bonne forme de début d'année,. Elle s'incline cependant en quart de finale contre Serena Williams, future lauréate de cette première levée de Grand Chelem de l'année. Cette dernière déclarera, malgré sa victoire plutôt aisée (2-6, 3-6) en 1 h 15, que Johanna Konta serait une "future vainqueur" de ce tournoi.
En mars pour le tournoi de Miami, Konta passe difficilement son deuxième tour contre la qualifiée Aliaksandra Sasnovich (6-2, 65-7, 6-4), puis passe facilement Pauline Parmentier et Lara Arruabarrena pour aller en quart. Elle affronte la 5e mondiale, Simona Halep dans un match de 2 h 30, qu'elle remporte (3-6, 7-67, 6-2) la qualifiant pour le dernier carré. À la suite elle bat Venus Williams (6-4, 7-5) en deux heures dans un gros match qui la qualifie pour la finale, la deuxième de sa saison, et devenant la première Britannique à atteindre la finale à Miami,. En finale, elle dispose de Caroline Wozniacki en 2 manches expéditives (6-4, 6-3) d'une heure et 35 minutes, remportant le plus grand titre de sa carrière (Premier Mandatory). Cela lui permet d'atteindre le 7e rang mondial pour la première fois, et donc de devenir la 1re britannique à remporter le tournoi de Miami.

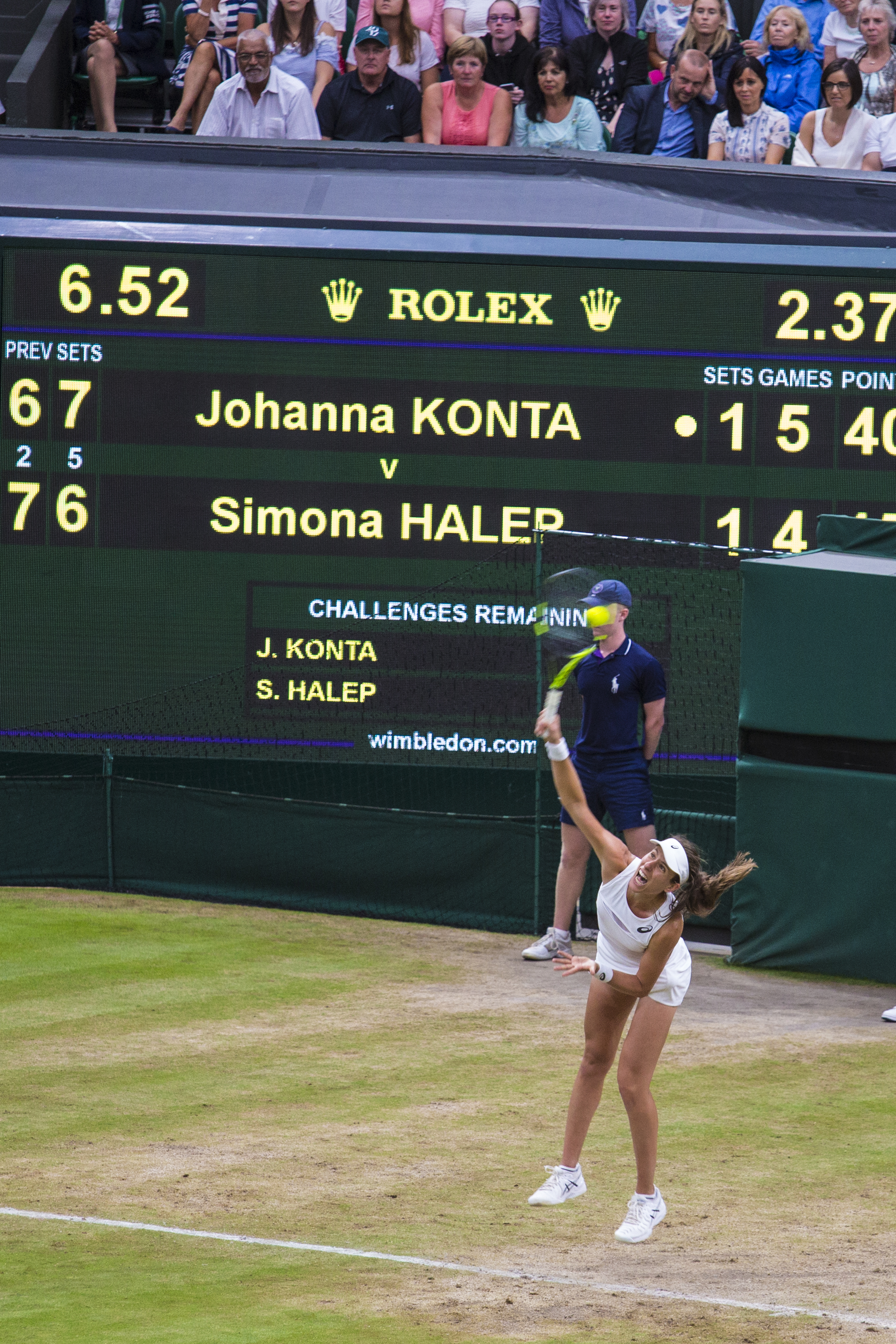
Johanna Konta pendant son match contre Halep à Wimbledon en 2017.

Après une tournée sur terre battue catastrophique, elle revient sur le gazon chez elle à Nottingham (tête de série numéro 1) où elle atteint la finale facilement sans perdre de manche. Elle perd face à Donna Vekić après avoir remporté le premier set (6-2, 63-7, 5-7) après deux heures et demie de match. Puis à Eastbourne, Konta bat Sorana Cîrstea, puis difficilement en 2 h 20 (7-5, 3-6, 6-4) la lauréate de Roland-Garros Jeļena Ostapenko et surtout la no 1 mondiale, Angelique Kerber (6-3, 6-4) en quart de finale. Elle déclare ensuite forfait, touchée à la colonne vertébrale, à cause de sa rencontre de la veille où elle a fini allongée en larmes sur le court après une glissade.
À Wimbledon, troisième Grand Chelem de l'année, elle vainc au 1er tour la Taïwanaise Hsieh Su-wei dans un match contrôlé (6-2, 6-2), prenant sa revanche de Paris. Elle bat ensuite Donna Vekić dans un match très serré (7-64, 4-6, 10-8), et prend sa revanche par rapport à sa finale perdue à Nottingham, puis Maria Sakkari (6-4, 6-1). Elle accède donc aux 1/8 de finale où elle bat la Française Caroline Garcia dans un match serré (7-63, 4-6, 6-4) encore une fois après 2 h 11 de jeu. Pour son premier 1/4 de finale à Wimbledon, elle bat la Roumaine et no 2 mondiale Simona Halep (l'empêchant de devenir no 1 mondiale), dans un match de plus de deux heures et demie (62-7, 7-65, 6-4). La balle de match est par ailleurs gâché à cause d'une spectatrice trop bruyante. Elle devient la première Britannique à atteindre les demi-finales depuis Virginia Wade en 1978. Elle y affronte Venus Williams qui la bat en un peu plus d'une heure (4-6, 2-6).
Retour du dur, elle perd d'entrée de tournoi à Toronto contre Ekaterina Makarova (7-5, 64-7, 3-6) « la coupeuse de tête ». Puis un quart de finale à Cincinnati en passant Kiki Bertens et Dominika Cibulková (6-3, 6-4), mais chutant contre la Roumaine Halep (4-6, 61-7) malgré une bonne fin de rencontre.
La fin de saison est très compliquée pour l'Anglaise avec des défaites d'entrée à l'US Open (6-3, 3-6, 4-6) contre Aleksandra Krunić, puis à Tokyo, Wuhan et Pékin. Enfin à Moscou et au Masters bis de Zhuhai, Konta met fin à sa saison à cause d'une blessure au pied droit. Elle annonce également la fin de sa collaboration avec Wim Fissette, son entraîneur depuis un an.

### 2018: Saison décevante et sortie du top 30
En janvier, pour son premier tournoi de l'année à Brisbane, elle passe son premier match piège contre l'Américaine Madison Keys (4-6, 6-4, 6-3), puis Ajla Tomljanović (4-6, 6-1, 6-4), avant d'abandonner en quart de finale, contre la 6e mondiale, Elina Svitolina dans la troisième manche alors qu'elle menait le match. À l'Open d'Australie, elle déçoit en perdant au 2e tour contre la lucky loser Bernarda Pera (4-6, 5-7) et 123e mondiale, et victime de la chaleur.

### 2021 - Quatrième titre WTA
Konta remporte en juin le tournoi de Nottingham disputé sur gazon. Cas contact d'une personne testée positive au SARS-CoV-2, elle ne peut participer à Wimbledon. Développant ensuite des symptômes de la maladie à coronavirus 2019, elle renonce ensuite à participer aux Jeux olympiques de Tokyo.

## Palmarès

### Titres en simple dames
| No | Date       | Nom et lieu du tournoi              | Catégorie | Dotation    | Surface      | Finaliste           | Score         |          |
| -- | ---------- | ----------------------------------- | --------- | ----------- | ------------ | ------------------- | ------------- | -------- |
| 1  | 18-07-2016 | Bank of the West Classic, Stanford  | Premier   | 753 000 $   | Dur (ext.)   | Venus Williams      | 7-5, 5-7, 6-2 | Parcours |
| 2  | 08-01-2017 | Apia International Sydney, Sydney   | Premier   | 776 000 $   | Dur (ext.)   | Agnieszka Radwańska | 6-4, 6-2      | Parcours |
| 3  | 21-03-2017 | Miami Open presented by Itaú, Miami | PREMIER*  | 7 669 423 $ | Dur (ext.)   | Caroline Wozniacki  | 6-4, 6-3      | Parcours |
| 4  | 06-06-2021 | Viking Open Nottingham, Nottingham  | WTA 250   | 235 238 $   | Gazon (ext.) | Shuai Zhang         | 6-2, 6-1      | Parcours |

### Finales en simple dames
| No | Date       | Nom et lieu du tournoi                             | Catégorie | Dotation      | Surface      | Vainqueure          | Score          |          |
| -- | ---------- | -------------------------------------------------- | --------- | ------------- | ------------ | ------------------- | -------------- | -------- |
| 1  | 01-10-2016 | China Open, Pékin                                  | PREMIER*  | 6 289 521 $   | Dur (ext.)   | Agnieszka Radwańska | 6-4, 6-2       | Parcours |
| 2  | 12-06-2017 | Aegon Open Nottingham, Nottingham                  | Intern'l  | 250 000 $     | Gazon (ext.) | Donna Vekić         | 2-6, 7-63, 7-5 | Parcours |
| 3  | 11-06-2018 | Nature Valley Open, Nottingham                     | Intern'l  | 250 000 $     | Gazon (ext.) | Ashleigh Barty      | 6-3, 3-6, 6-4  | Parcours |
| 4  | 29-04-2019 | Grand Prix De SAR La Princesse Lalla Meryem, Rabat | Intern'l  | 226 750 $     | Terre (ext.) | María Sákkari       | 2-6, 6-4, 6-1  | Tableau  |
| 5  | 13-05-2019 | Internazionali BNL d'Italia, Rome                  | Premier 5 | 3 151 788 € $ | Terre (ext.) | Karolína Plíšková   | 6-3, 6-4       | Tableau  |

## Parcours en Grand Chelem

### En simple dames
| Année | Open d'Australie | Open d'Australie | Internationaux de France | Internationaux de France | Wimbledon       | Wimbledon          | US Open         | US Open              |
| ----- | ---------------- | ---------------- | ------------------------ | ------------------------ | --------------- | ------------------ | --------------- | -------------------- |
| 2012  | —                | —                | —                        | —                        | 1er tour (1/64) | Christina McHale   | 2e tour (1/32)  | Olga Govortsova      |
| 2013  | Q2               | Zhou Yimiao      | Q2                       | Galina Voskoboeva        | 1er tour (1/64) | Jelena Janković    | Q1              | Olivia Rogowska      |
| 2014  | Q2               | Olga Savchuk     | Q3                       | Yuliya Beygelzimer       | 1er tour (1/64) | Peng Shuai         | 1er tour (1/64) | Shahar Peer          |
| 2015  | Q1               | Anna Tatishvili  | 1er tour (1/64)          | Denisa Allertová         | 1er tour (1/64) | Maria Sharapova    | 1/8 de finale   | Petra Kvitová        |
| 2016  | 1/2 finale       | Angelique Kerber | 1er tour (1/64)          | Julia Görges             | 2e tour (1/32)  | Eugenie Bouchard   | 1/8 de finale   | Anastasija Sevastova |
| 2017  | 1/4 de finale    | Serena Williams  | 1er tour (1/64)          | Hsieh Su-wei             | 1/2 finale      | Venus Williams     | 1er tour (1/64) | Aleksandra Krunić    |
| 2018  | 2e tour (1/32)   | Bernarda Pera    | 1er tour (1/64)          | Yulia Putintseva         | 2e tour (1/32)  | Dominika Cibulková | 1er tour (1/64) | Caroline Garcia      |
| 2019  | 2e tour (1/32)   | Garbiñe Muguruza | 1/2 finale               | Markéta Vondroušová      | 1/4 de finale   | Barbora Strýcová   | 1/4 de finale   | Elina Svitolina      |
| 2020  | 1er tour (1/64)  | Ons Jabeur       | 1er tour (1/64)          | Cori Gauff               | Annulé          | Annulé             | 2e tour (1/32)  | Sorana Cîrstea       |
| 2021  | 1er tour (1/64)  | Kaja Juvan       | 1er tour (1/64)          | Sorana Cîrstea           | —               | —                  | —               | —                    |

N.B. : à droite du résultat se trouve le nom de l'ultime adversaire.

### En double dames
| Année | Open d'Australie         | Open d'Australie | Internationaux de France   | Internationaux de France | Wimbledon                     | Wimbledon                | US Open | US Open |
| ----- | ------------------------ | ---------------- | -------------------------- | ------------------------ | ----------------------------- | ------------------------ | ------- | ------- |
| 2012  | —                        | —                | —                          | —                        | 1er tour (1/32) N. Broady     | K. Peschke K. Srebotnik  | —       | —       |
| 2013  | —                        | —                | —                          | —                        | 1er tour (1/32) A. Keothavong | S. Errani R. Vinci       | —       | —       |
| 2014  | —                        | —                | —                          | —                        | 1er tour (1/32) T. Moore      | D. Hantuchová M. Lučić   | —       | —       |
| 2015  | —                        | —                | —                          | —                        | 2e tour (1/16) M. Sanchez     | Hc. Chan A. Van Uytvanck | —       | —       |
| 2016  | 2e tour (1/16) H. Watson | J. Rae A. Smith  | 1er tour (1/32) M. Sanchez | R. Atawo A. Spears       | 3e tour (1/8) M. Sanchez      | T. Babos Y. Shvedova     | —       | —       |
|       |                          |                  |                            |                          |                               |                          |         |         |
| 2018  | —                        | —                | 1er tour (1/32) A. Riske   | A. Medina A. Parra       | —                             | —                        | —       | —       |

N.B. : le nom de la partenaire se trouve sous le résultat ; le nom des ultimes adversaires se trouve à droite.

### En double mixte
| Année | Open d'Australie | Open d'Australie | Internationaux de France | Internationaux de France | Wimbledon                 | Wimbledon               | US Open | US Open |
| ----- | ---------------- | ---------------- | ------------------------ | ------------------------ | ------------------------- | ----------------------- | ------- | ------- |
| 2013  | —                | —                | —                        | —                        | 2e tour (1/16) D. Inglot  | K. Mladenovic D. Nestor | —       | —       |
| 2014  | —                | —                | —                        | —                        | 2e tour (1/16) D. Inglot  | K. Peschke B. Bryan     | —       | —       |
| 2015  | —                | —                | —                        | —                        | 2e tour (1/16) K. Skupski | K. Mladenovic D. Nestor | —       | —       |
|       |                  |                  |                          |                          |                           |                         |         |         |
| 2018  | —                | —                | 1/8 de finale D. Inglot  | Forfait                  | —                         | —                       | —       | —       |

N.B. : le nom du partenaire se trouve sous le résultat ; le nom des ultimes adversaires se trouve à droite.

## Parcours en «Premier» et «WTA 1000»
Les tournois WTA « Premier Mandatory » et « Premier 5 » (entre 2009 et 2020) et WTA 1000 (à partir de 2021) constituent les catégories d'épreuves les plus prestigieuses, après les quatre levées du Grand Chelem.

### En simple dames
| Année |              | Premier Mandatory             | Premier Mandatory         | Premier Mandatory            | Premier Mandatory            |       | Premier 5 | Premier 5               | Premier 5                    | Premier 5                     | Premier 5                    | Premier 5                 | Premier 5                 |
| Année | Indian Wells | Miami                         | Madrid                    | Pékin                        |                              | Dubaï | Rome      | Canada                  | Cincinnati                   | Wuhan                         | Wuhan                        |                           |                           |
| Année | Indian Wells | Miami                         | Madrid                    | Pékin                        | Doha                         |       | Rome      | Canada                  | Cincinnati                   | Wuhan                         | Wuhan                        |                           |                           |
| Année | Indian Wells | Miami                         | Madrid                    | Pékin                        |                              |       | Rome      | Canada                  | Cincinnati                   | Wuhan                         | Wuhan                        |                           |                           |
| 2015  |              |                               |                           |                              |                              |       |           |                         |                              |                               |                              | 1/4 de finale V. Williams | 1/4 de finale V. Williams |
| 2016  |              | 4e tour (1/8) Ka. Plíšková    | 1/4 de finale V. Azarenka | 1er tour (1/32) C. Garcia    | Finale A. Radwańska          |       |           |                         | 3e tour (1/8) M. Doi         | 1/4 de finale K. Kučová       | 3e tour (1/8) Radwańska      | 1/4 de finale P. Kvitová  | 1/4 de finale P. Kvitová  |
| 2017  |              | 3e tour (1/16) C. Garcia      | Victoire C. Wozniacki     | 1er tour (1/32) L. Siegemund | 1er tour (1/32) M. Niculescu |       |           |                         | 3e tour (1/8) V. Williams    | 2e tour (1/16) E. Makarova    | 1/4 de finale S. Halep       | 2e tour (1/16) A. Barty   | 2e tour (1/16) A. Barty   |
| 2018  |              | 2e tour (1/32) M. Vondroušová | 4e tour (1/8) V. Williams | 2e tour (1/16) B. Pera       | 1er tour (1/32) J. Görges    |       |           | 3e tour (1/8) A. Kerber | 3e tour (1/8) J. Ostapenko   | 3e tour (1/8) E. Svitolina    | 1er tour (1/32) A. Sabalenka | 1er tour (1/32) A. Barty  | 1er tour (1/32) A. Barty  |
| 2019  |              | 3e tour (1/16) K. Bertens     | 2e tour (1/32) Wang Q.    | 2e tour (1/16) S. Halep      |                              |       |           |                         | Finale Ka. Plíšková          | 1er tour (1/32) D. Yastremska | 1er tour (1/32) R. Peterson  |                           |                           |
| 2020  |              |                               |                           |                              |                              |       |           |                         | 3e tour (1/8) G. Muguruza    |                               | 1/2 finale V. Azarenka       |                           |                           |
|       |              | WTA 1000                      |                           |                              |                              |       |           |                         |                              |                               |                              |                           |                           |
| 2021  |              |                               | 3e tour (1/16) P. Kvitová | 2e tour (1/16) A. Sevastova  |                              |       |           |                         | 1er tour (1/32) J. Ostapenko | 3e tour (1/8) C. Gauff        | 1er tour (1/32) K. Muchova   |                           |                           |

Sous le résultat, l’ultime adversaire.

## Parcours aux Jeux olympiques

### En simple dames
| # | Date       | Nom de l'olympiade                  | Surface    | Résultat      | Ultime adversaire | Score    |          |
| - | ---------- | ----------------------------------- | ---------- | ------------- | ----------------- | -------- | -------- |
| 1 | 06/08/2016 | Olympic Tennis Event Rio de Janeiro | Dur (ext.) | 1/4 de finale | Angelique Kerber  | 6-1, 6-2 | Parcours |

### En double dames
| # | Date       | Nom de l'olympiade                  | Surface    | Résultat      | Partenaire     | Ultimes adversaires          | Score         |          |
| - | ---------- | ----------------------------------- | ---------- | ------------- | -------------- | ---------------------------- | ------------- | -------- |
| 1 | 06/08/2016 | Olympic Tennis Event Rio de Janeiro | Dur (ext.) | 2e tour (1/8) | Heather Watson | Chan Hao-ching Chan Yung-jan | 3-6, 6-0, 6-4 | Parcours |

### En double mixte
| # | Date       | Nom de l'olympiade                  | Surface    | Résultat       | Partenaire   | Ultimes adversaires             | Score    |          |
| - | ---------- | ----------------------------------- | ---------- | -------------- | ------------ | ------------------------------- | -------- | -------- |
| 1 | 06/08/2016 | Olympic Tennis Event Rio de Janeiro | Dur (ext.) | 1er tour (1/8) | Jamie Murray | Bethanie Mattek-Sands Jack Sock | 6-4, 6-3 | Parcours |

## Parcours en Fed Cup
| #                                                                        | Date       | Lieu         | Surface      | Gagnante(s)     | Perdante(s)    | Score    |          |
|                                                                          |            |              |              |                 |                |          |          |
| 2013 - Barrage (groupe mondial II) - Argentine - Grande-Bretagne - 3 : 1 |            |              |              |                 |                |          |          |
| 1                                                                        | 20/04/2013 | Buenos Aires | Terre (ext.) | Paula Ormaechea | Johanna Konta  | 6-3, 6-2 | Parcours |
|                                                                          |            |              |              |                 |                |          |          |
| 2017 - Barrage (groupe mondial II) - Roumanie - Grande-Bretagne - 3 : 2  |            |              |              |                 |                |          |          |
| 2                                                                        | 22/04/2017 | Constanța    | Terre (ext.) | Johanna Konta   | Sorana Cîrstea | 6-2, 6-3 | Parcours |
| 2                                                                        | 22/04/2017 | Constanța    | Terre (ext.) | Simona Halep    | Johanna Konta  | 6-1, 6-3 | Parcours |

## Classements WTA en fin de saison
| Année          | 2008 | 2009 | 2010 | 2011 | 2012 | 2013 | 2014 | 2015 | 2016 | 2017 | 2018 | 2019 | 2020 | 2021 |
| Rang en simple | 668  | 360  | 248  | 305  | 153  | 112  | 150  | 47   | 10   | 9    | 39   | 12   | 14   | 111  |
| Rang en double | –    | 723  | 574  | 354  | 505  | 393  | 285  | 104  | 106  | 275  | 102  | 481  | 269  | 249  |

Source : (en) Classements de Johanna Konta sur le site officiel de la Fédération internationale de tennis

## Records et statistiques

### Confrontations avec ses principales adversaires
Confrontations lors des différents tournois WTA avec ses principales adversaires (5 confrontations minimum et avoir été membre du top 10). Classement par pourcentage de victoires. Situation au 13 janvier 2020 :
| Joueuse             | Meilleur classement | Confrontations | Victoires | Défaites | Pourcentage de victoires | Dernière confrontation                     |
| ------------------- | ------------------- | -------------- | --------- | -------- | ------------------------ | ------------------------------------------ |
| Elina Svitolina     | 3                   | 5              | 0         | 5        | 0                        | défaite (4-6, 4-6) à l'US Open 2019        |
| Kristina Mladenovic | 10                  | 5              | 0         | 5        | 0                        | défaite (3-6, 6-3, 3-6) à Sydney 2015      |
| Karolína Plíšková   | 1                   | 8              | 2         | 6        | 25                       | victoire (61-7, 6-3, 7-5) à l'US Open 2019 |
| Petra Kvitová       | 2                   | 5              | 2         | 3        | 40                       | victoire (4-6, 6-2, 6-4) à Wimbledon 2019  |
| Simona Halep        | 1                   | 7              | 3         | 4        | 42,8                     | défaite (5-7, 1-6) à Madrid 2019           |
| Venus Williams      | 1                   | 8              | 4         | 4        | 50                       | victoire (6-2, 6-4) à Rome 2019            |
| Caroline Garcia     | 4                   | 6              | 3         | 3        | 50                       | défaite (2-6, 2-6) à l'US Open 2018        |
| Ekaterina Makarova  | 8                   | 5              | 4         | 1        | 80                       | défaite (7-5, 64-7, 3-6) à Toronto 2017    |

### Victoires sur le top 10
Toutes ses victoires sur des joueuses classées dans le top 10 de la WTA lors de la rencontre.
| Légende         |
| Grand Chelem    |
| Jeux olympiques |
| Masters         |
| Premier         |
| Elite Trophy    |
| Intern'l        |
| Fed Cup         |

| #  |        |  | Tournoi          | Année | Surface      |               | Adversaire           | Rang  | Tour           | Score           | Tableau |
| -- | ------ |  | ---------------- | ----- | ------------ | ------------- | -------------------- | ----- | -------------- | --------------- | ------- |
| 1  | no 146 |  | Eastbourne       | 2015  | Gazon        |               | Ekaterina Makarova   | no 8  | 1/16           | 6-2, 6-4        | Tableau |
| 2  | no 97  |  | US Open          | 2015  | Dur          |               | Garbiñe Muguruza     | no 9  | 1/32           | 7-64, 64-7, 6-2 | Tableau |
| 3  | no 66  |  | Wuhan            | 2015  | Dur          |               | Simona Halep         | no 2  | 1/8            | 6-3, 3-6, 7-5   | Tableau |
| 4  | no 47  |  | Open d'Australie | 2016  | Dur          |               | Venus Williams       | no 10 | 1/64           | 6-4, 6-2        | Tableau |
| 5  | no 23  |  | Rome             | 2016  | Terre battue |               | Roberta Vinci        | no 7  | 1/16           | 6-0, 6-4        | Tableau |
| 6  | no 18  |  | Stanford         | 2016  | Dur          |               | Venus Williams       | no 7  | Finale         | 7-5, 5-7, 6-2   | Tableau |
| 7  | no 13  |  | Jeux olympiques  | 2016  | Dur          |               | Svetlana Kuznetsova  | no 10 | 1/8            | 3-6, 7-5, 7-5   | Tableau |
| 8  | no 13  |  | Wuhan            | 2016  | Dur          |               | Carla Suárez Navarro | no 8  | 1/8            | 7-5, 7-66       | Tableau |
| 9  | no 14  |  | Pékin            | 2016  | Dur          |               | Karolína Plíšková    | no 6  | 1/8            | 6-1, 3-6, 7-62  | Tableau |
| 10 | no 14  |  | Pékin            | 2016  | Dur          | Madison Keys  | no 9                 | 1/2   | 7-61, 4-6, 6-4 |                 | Tableau |
| 11 | no 10  |  | Sydney           | 2017  | Dur          |               | Agnieszka Radwańska  | no 3  | Finale         | 6-4, 6-2        | Tableau |
| 12 | no 11  |  | Miami            | 2017  | Dur          |               | Simona Halep         | no 5  | 1/4            | 3-6, 7-67, 6-2  | Tableau |
| 13 | no 7   |  | Eastbourne       | 2017  | Gazon        |               | Angelique Kerber     | no 1  | 1/4            | 6-3, 6-4        | Tableau |
| 14 | no 7   |  | Wimbledon        | 2017  | Gazon        |               | Simona Halep         | no 2  | 1/4            | 62-7, 7-65, 6-4 | Tableau |
| 15 | no 37  |  | Brisbane         | 2019  | Dur          |               | Sloane Stephens      | no 6  | 1/16           | 6-4, 6-3        | Tableau |
| 16 | no 42  |  | Rome             | 2019  | Terre battue |               | Sloane Stephens      | no 8  | 1/16           | 63-7, 6-3, 6-1  | Tableau |
| 17 | no 42  |  | Rome             | 2019  | Terre battue | Kiki Bertens  | no 4                 | 1/2   | 5-7, 7-5, 6-2  |                 | Tableau |
| 18 | no 26  |  | Roland-Garros    | 2019  | Terre battue |               | Sloane Stephens      | no 7  | 1/4            | 6-1, 6-4        | Tableau |
| 19 | no 18  |  | Wimbledon        | 2019  | Gazon        |               | Sloane Stephens      | no 9  | 1/16           | 3-6, 6-4, 6-1   | Tableau |
| 20 | no 18  |  | Wimbledon        | 2019  | Gazon        | Petra Kvitová | no 6                 | 1/8   | 4-6, 6-2, 6-4  |                 | Tableau |
| 20 | no 16  |  | US Open          | 2019  | Dur          |               | Karolína Plíšková    | no 3  | 1/8            | 61-7, 6-3, 7-5  | Tableau |